# Giuseppe Solfrini
Giuseppe Solfrini, (né à Forlì) est un coureur cycliste italien, actif dans les années 1970 et 1980.

## Biographie
Ancien membre de l'équipe d'Italie, Giuseppe Solfrini a notamment terminé huitième de la course en ligne des Jeux méditerranéens en 1979, vingt-sixième du championnat du monde amateurs en 1978 ou encore quatorzième du Tour de l'Avenir en 1977. Il a également remporté de nombreuses courses amateurs en Italie. Malgré ses performances, il n'est jamais passé professionnel. 
Il met un terme à sa carrière au début des années 1980. 

## Palmarès
- 1975
  - Trofeo Gordini
- 1977
  - Coppa Varignana
  - Trophée Matteotti amateurs
  - Coppa Bologna
- 1978
  - Milan-Busseto
  - 2e de Milan-Tortone
- 1979
  - Tour d'Ombrie
  - Trofeo Minardi
- 1981
  - Trophée Matteotti amateurs
  - Coppa Varignana